# آناند باته
آناند باته (زاده ۲۹ آوریل ۱۹۷۱) یک خواننده کلاسیک هندی است. او به خاطر آواز کلاسیک خود از آهنگ‌های فیلم Balgandharva (2011) محبوب است.
آناند در سال ۱۹۷۱ در پونا هند در خانواده ای فعال در موسیقی کلاسیک به دنیا آمد. او سنت آواز را از پدربزرگش بهاته بووا، که خواننده معروف در قرن نوزدهم بود، به ارث برد. در سن ۱۰ سالگی، او آموزش منظم آواز کلاسیک را از چاندراسخار دشپنده آغاز کرد، پس از آن زیر نظر یاشوانتبوآ مراته و با بهیمسن جوشی به مدت ۱۵ سال آموزش دید.

## جوایز و دستاوردها
- در سال ۱۹۸۱ در سن ۱۰ سالگی مفتخر به لقب «آناند گانداروا» شد.
- آلبوم Natyasangeet را در سال ۱۹۸۳ منتشر کرد
- جایزه Swaryogini Dr. Prabha Atre از Gaanvardhan & Tatyasaheb Natu Foundation پونا، برای دستاوردهای مهم و حرفه اجرا.[۲]
- Balgandharva Gunagaurav Puraskar توسط Balgandharva Sangeet Rasik Mandal
- جایزه هنرمند جوان Pandit Ramkrishnabua Vaze در سال ۲۰۰۶
- دکتر پرابها آتره پوراسکار، نوشته گاناواردان، پونا در سال ۲۰۱۲
- جایزه ملی فیلم برای بهترین خواننده مرد برای بالگانداروا
- Balagandharva Puraskar اثر آخیل بهاراتیا ناتیا پریشاد، بمبئی در سال ۲۰۱۲
- جایزه ایالتی ماهاراشترا
- جایزه زی
- جایزه MIFTA